# NGC 7199
NGC 7199 est une galaxie spirale barrée (intermédiaire ?) située dans la constellation de l'Indien. Sa vitesse par rapport au fond diffus cosmologique est de 2 756 ± 22 km/s, ce qui correspond à une distance de Hubble de 40,7 ± 2,9 Mpc (∼133 millions d'al). NGC 7199 a été découverte par l'astronome britannique John Herschel en 1835.

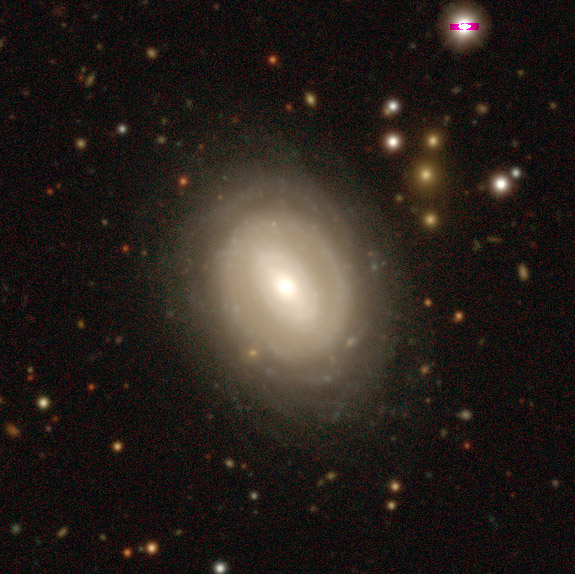
NGC 7199 par le projet « Legacy Surveys DR10 »